# Nymphon aequidigitatum
Nymphon aequidigitatum is een zeespin uit de familie Nymphonidae. De soort behoort tot het geslacht Nymphon. Nymphon aequidigitatum werd in 1885 voor het eerst wetenschappelijk beschreven door Haswell. 